# اختاپوس هشت‌پا
اسکوئیدوارد کوینسی تنتیکلز (به انگلیسی: Squidward Quincy Tentacles) یا اختاپوس یک شخصیت داستانی در مجموعه آمریکایی تلویزیونی انیمیشن باب اسفنجی شلوار مکعبی با صداپیشگی راجر بومپاس است. اختاپوس توسط انیماتور و زیست‌شناس دریایی، استیون هیلنبرگ خلق و طراحی شد. او اولین بار در اولین قسمت این مجموعه "درخواست کمک" در ۱ مه ۱۹۹۹ ظاهر شد او در فصل اول ۲۶ سال سن داشت یعنی ۲۶ سال را تمام کرد و به ۲۷ سالگی رفته بود
اگرچه اسم او "هشت‌پا" است اما فقط شش پا دارد، اختاپوس در یک موآی در بین خانه باب‌اسفنجی و پاتریک زندگی می‌کند. او شخصیتی بداخلاق، بی‌صبر، مغرور، متکبر، تندخو و انسان‌گریز است و همچنان از دو همسایه‌اش به‌دلیل شیطنت‌هایشان متنفر است. با این حال، باب‌اسفنجی و پاتریک از بیزاری اختاپوس نسبت به آنها بی‌خبر هستند و او را به عنوان یک دوست می‌بینند. اختاپوس صندوقدار رستوران خرچنگ است و هیچ علاقه‌ای به شغلش ندارد.
استقبال از این شخصیت در بین طرفداران مثبت بوده است. اختاپوس در صنایع مختلفی ظاهر شده است، از جمله: اسباب‌بازی‌ها و کالاهای دیگر. او در فیلم باب‌اسفنجی شلوارمکعبی (۲۰۰۴)، باب‌اسفنجی بیرون از آب (۲۰۱۵) و در فیلم باب‌اسفنجی: اسفنج فراری (۲۰۲۰) حضور داشته است وی در این فیلم ۴۷_۴۸ سال سن دارد

## نقش در باب‌اسفنجی شلوارمکعبی

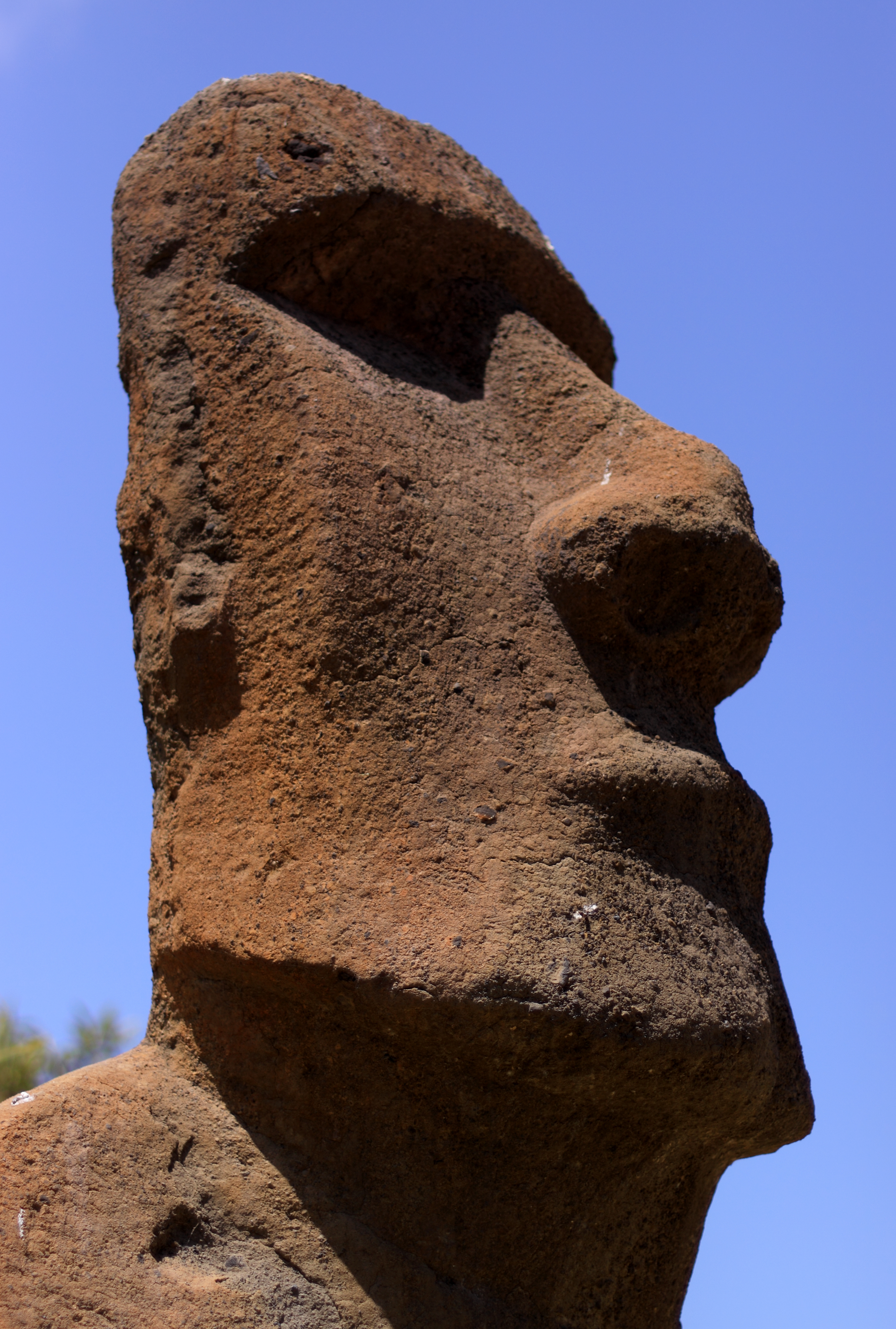
اختاپوس در یک موآی زندگی می‌کند، مانند بعضی از آنها در جزیره ایستر.

اختاپوس به‌صورت یک شخصیت بدخلق و تندخو به‌تصویر کشیده شده است. او در شهر زیر آبی بیکینی باتم در یک موآی که بین خانه آناناسی باب‌اسفنجی و خانه پاتریک که به شکل یک سنگ است، قرار دارد، زندگی می‌کند. اختاپوس اکثر اوقات توسط همسایه‌هایش به‌خاطر خنده‌های همیشگی و رفتارهای بیش از حد و ناهنجار آن‌ها اذیت می‌شود و از آن‌ها دلخوشی ندارد، طوری که باب‌اسفنجی و پاتریک از مزاحم بودن برای اختاپوس غافل هستند.
اختاپوس به‌طور دائمی با حالت خودسرزنشی و بدبختی زندگی می‌کند؛ او از وضعیت هولناک زندگی‌اش ناراضی است و مشتاق کسب مشهوریت، ثروت، مدل مو و یک حرفه‌ای پر زرق و برق مانند یک موسیقی‌دان یا نقاش علاقه‌مند به هنر یا کلارینت نوازی است، هرچند که استعدادی در این زمینه‌ها ندارد. با این حال، او مجبور به تحمل شغل بیهوده‌اش به‌عنوان یک صندوقدار است. اختاپوس از شغلش و از کارفرمای خسیسش آقای خرچنگ ناراضی است

## شخصیت
اختاپوس یک هشت پا است که در دریا در شهر بیکینی باتم در کنار خانهٔ باب‌اسفنجی و پاتریک زندگی می‌کند. او دارای شخصیتی کمی خودخواه، بداخلاق و مغرور است و همیشه از آزار و اذیت‌های پاتریک و باب اسفنجی در عذاب است و دل خوشی از آنان ندارد. همچنین او و باب اسفنجی در رستوران خرچنگ مشغول به کار هستند، وی به عنوان صندوق‌دار رستوران کار می‌کند و تا قبل از آمدن باب اسفنجی به شهر بیکینی باتم به کارش علاقه زیادی داشت اما بعد از آمدن باب اسفنجی خیلی علاقه‌ای به کارش ندارد.
همچنین او یک دشمن دارد به نام Squilliam FancysonIII (اسکوئیلیم فنسیزن؛ با صداپیشگی دی بردلی بیکر) که از دوران دبیرستان تا به امروز با او مشکل دارد. اختاپوس همیشه می‌خواست که هنرمندی مشهور بشود. او همچنین به نواختن کلارینت خود نیز مشهور است. او همچنین علاقه ویژه‌ای دارد که یک گریمور شود.
او به دلیل تنفرش از باب اسفنجی و همچنین پاتریک گاهی موجب می‌شود که آنتاگونیست اصلی آن قسمت باشد. از کارهای مورد علاقه او، آفتاب گرفتن، نواختن کلارینت و نقاشی کردن چهره خود در خلوت تنهایی خود است او همیشه آرزویش بوده که از دست باب اسفنجی و پاتریک خلاص شود تا زندگی آسوده و راحتی داشته باشد، حتی یک بار سعی کرد تا باب اسفنجی را با یک بمب شیرینی‌مانند بکشد اما باب اسفنجی نمرد. او همچنین عاشق آهنگ‌های کلپی جی (یک نوازندهٔ کلارینت مشهور)است.
اختاپوس کلاستروفوبیا دارد.

## توسعه

### طراحی و ایجاد
استیون هیلنبرگ در ابتدا مجذوب و علاقه‌مند به اقیانوس بود و در کودکی شروع به توسعه توانایی‌های هنری‌اش کرد. در دوران دانشگاه، او در رشته زیست‌شناسی دریا تحصیل کرد و شروع به فعالیت هنری کرد. پس از فارغ‌التحصیلی در سال ۱۹۸۴، او به یک پژوهشگاه اقیانوس‌شناسی پیوست که در آنجا ایده ساخت یک کتاب کمیک با عنوان جزیره جزر و مدی داشت که منجر به خلق باب‌اسفنجی شلوارمکعبی شد. در سال ۱۹۸۷، هیلنبرگ پژوهشگاه را ترک کرد و به دنبال حرفه انیمیشن رفت.

طرح‌های ناهموار اولیه از اختاپوس در مجموعه کتاب استیون هیلنبرگ.

پس از چندین سال تحصیل در رشته انیمیشن تجربی در موسسه هنرهای کالیفرنیا، هیلنبرگ با جو مورای، خالق مجموعه زندگی مدرن روکو، در یک جشنواره انیمیشن آشنا شد. مورای به هیلنبرگ پیشنهاد کارگردانی سریال را داد. مارتین اولسون، یکی از نویسندگان زندگی مدرن روکو، کتاب جزیره جزر و مدی را خواند و هیلنبرگ را تشویق کرد تا یک مجموعه تلویزیونی مشابه آن درست کند. در آن زمان، هیلنبرگ به فکر ساخت سریال خود نبود، اما بعداً متوجه شد که هنوز فرصت دارد. مدت کوتاهی پس از ساخته شدن مجموعه زندگی مدرن روکو در سال ۱۹۹۶، هیلنبرگ شروع به ساخت باب‌اسفنجی شلوارمکعبی کرد.
هیلنبرگ از شخصیت‌های طراحی شده در کتاب کمیکش استفاده کرد. او "همسایه کناری بدخلق باب‌اسفنجی" را به شکل یک هشت‌پا طراحی کرد زیرا سر بزرگ این گونه را دوست داشت؛ او گفت "هشت‌پاها سر بزرگی به‌شکل پیاز دارند، و اختاپوس فکر می‌کند که یک روشنفکر است، پس مطمئنا او سر بزرگی به‌شکل پیاز خواهد داشت." هیلنبرگ توضیح داد که اختاپوس به‌طور معمول با شش پا ترسیم شده است چون "در طراحی انیمیشن ساده‌تر بود که به‌جای هشت پا او را با شش پا بکشیم". اختاپوس فقط در دو قسمت با هشت پا نمایش داده شد: قسمت لایو اکشن به‌نام "فشار" در فصل دو و قسمت "فروخته شده!".
وینسنت والر، نویسنده و هنرمند داستان‌نما در سال ۲۰۱۱ درباره طراحی اختاپوس گفت:
اختاپوس برای طراحی سخت است—او سر بسیار عجیب و غریبی دارد. خوشبختانه، احساسات او کاملا یکنواخت است، اما دریافت احساسات بزرگ از او یک چالش است. بینی او همه‌چیز را به دو نیم تقسیم می‌کند. بنابراین همیشه اینطور است، 'خب، چگونه می‌توانم این کار را انجام دهم و همچنان آن را بخوانم؟'
هیلنبرگ به شوخی با جوهری که اختاپوس تولید می‌کند فکر کرد اما این موضوع را کنار گذاشت. چون به گفته او، "همیشه به‌نظر می‌رسد که او در شلوارش مدفوع می‌کند". با وجود این، شوخی‌هایی که با مرکب‌زنی او می‌شد در قسمت "اختاپوس غول‌پیکر" و "جوهر لیموناد" ظاهر شد. صدای قدم‌های اختاپوس، که مانند مکنده‌هایی است که از روی زمین جدا می‌شوند، با مالیدن بطری‌های آب گرم ساخته می‌شود. صدای قدم زدن و بقیه شخصیت‌ها، توسط خدمه سریال ضبط می‌شوند. جف هاچینز، طراح صدا گفت که صدای قدم‌ها "مشخص می‌کند که این کدام شخصیت است و روی چه سطحی قدم می‌زند". بومپاس ایده دوچرخه‌سواری اختاپوس را پیشنهاد کرد؛ بومپاس صاحب یکی از این دوچرخه‌ها است که در اطراف بربنک، کالیفرنیا سوار آن می‌شود. بومپاس آن را به عنوان "شوخی کوچک" او عنوان کرد.